# Kim Tae-hwan (futbolista)
Kim Tae-hwan (en coreano: 김태환; Gwangju, 24 de julio de 1989) es un futbolista surcoreano. Juega de defensa y su equipo es el Jeonbuk Hyundai Motors F. C. de la K League 1.

## Trayectoria
Jugó a fútbol en la Universidad Ulsan y fue seleccionado por el FC Seoul en el draft de la K League 2009. Debutó el 18 de abril de 2010 ante el Ulsan Hyundai.
El 21 de septiembre de 2021 fue transferido al Seongnam Ilhwa Chunma,[cita requerida] donde jugó 74 encuentros y anotó 8 goles en dos temporadas.
El 1 de febrero de 2015 fichó por el Ulsan Hyundai. Se marchó al expirar su contrato a finales de 2023 y siguió su carrera en el Jeonbuk Hyundai Motors F. C.

## Selección nacional
Fue internacional en categorías inferiores con Corea del Sur.
Debutó con la selección de Corea del Sur el 25 de febrero de 2014 ante Costa Rica por un encuentro amistoso.

### Participaciones en Copas del Mundo
| Mundial                        | Sede  | Resultado        | Partidos | Goles |
| ------------------------------ | ----- | ---------------- | -------- | ----- |
| Copa Mundial de Fútbol de 2022 | Catar | Octavos de final | 0        | 0     |

## Estadísticas
Actualizado al último partido disputado en la temporada 2024.
| Club | Div.          | Temporada     | Liga  | Liga  | Copas nacionales(1) | Copas nacionales(1) | Copas internacionales(2) | Copas internacionales(2) | Total | Total |
| Club | Div.          | Temporada     | Part. | Goles | Part.               | Goles               | Part.                    | Goles                    | Part. | Goles |
| --- | ------------- | ------------- | ----- | ----- | ------------------- | ------------------- | ------------------------ | ------------------------ | ----- | ----- |
| F. C. Seoul Corea del Sur | 1.ª           | 2010          | 12    | 0     | 8                   | 0                   | —                        | —                        | 20    | 0     |
| F. C. Seoul Corea del Sur | 1.ª           | 2011          | 16    | 1     | 2                   | 0                   | 6                        | 0                        | 24    | 1     |
| F. C. Seoul Corea del Sur | 1.ª           | 2012          | 19    | 1     | 2                   | 0                   | —                        | —                        | 21    | 1     |
| F. C. Seoul Corea del Sur | Total club    | Total club    | 47    | 2     | 12                  | 0                   | 6                        | 0                        | 65    | 2     |
| Seongnam F. C. Corea del Sur | 1.ª           | 2013          | 34    | 3     | 2                   | 0                   | —                        | —                        | 36    | 3     |
| Seongnam F. C. Corea del Sur | 1.ª           | 2014          | 36    | 5     | 3                   | 0                   | —                        | —                        | 39    | 5     |
| Seongnam F. C. Corea del Sur | Total club    | Total club    | 70    | 8     | 5                   | 0                   | 0                        | 0                        | 75    | 8     |
| Ulsan Hyundai Corea del Sur | 1.ª           | 2015          | 33    | 1     | 4                   | 1                   | —                        | —                        | 37    | 2     |
| Ulsan Hyundai Corea del Sur | 1.ª           | 2016          | 36    | 4     | 3                   | 1                   | —                        | —                        | 39    | 5     |
| Sangju Sangmu Corea del Sur | 1.ª           | 2017          | 35    | 2     | 1                   | 0                   | —                        | —                        | 36    | 2     |
| Sangju Sangmu Corea del Sur | 1.ª           | 2018          | 21    | 0     | —                   | —                   | —                        | —                        | 21    | 0     |
| Sangju Sangmu Corea del Sur | Total club    | Total club    | 56    | 2     | 1                   | 0                   | 0                        | 0                        | 57    | 2     |
| Ulsan Hyundai Corea del Sur | 1.ª           | 2018          | 8     | 0     | 3                   | 0                   | —                        | —                        | 11    | 0     |
| Ulsan Hyundai Corea del Sur | 1.ª           | 2019          | 30    | 2     | 1                   | 0                   | 7                        | 0                        | 38    | 2     |
| Ulsan Hyundai Corea del Sur | 1.ª           | 2020          | 25    | 1     | 4                   | 0                   | 6                        | 0                        | 35    | 1     |
| Ulsan Hyundai Corea del Sur | 1.ª           | 2021          | 34    | 0     | 0                   | 0                   | 11                       | 0                        | 45    | 0     |
| Ulsan Hyundai Corea del Sur | 1.ª           | 2022          | 30    | 0     | 1                   | 0                   | 3                        | 0                        | 34    | 0     |
| Ulsan Hyundai Corea del Sur | 1.ª           | 2023          | 21    | 1     | 1                   | 0                   | 5                        | 0                        | 27    | 1     |
| Ulsan Hyundai Corea del Sur | Total club    | Total club    | 217   | 9     | 17                  | 2                   | 32                       | 0                        | 266   | 11    |
| Jeonbuk Hyundai Motors F. C. Corea del Sur | 1.ª           | 2024          | 21    | 1     | 0                   | 0                   | 6                        | 0                        | 27    | 1     |
| Jeonbuk Hyundai Motors F. C. Corea del Sur | Total club    | Total club    | 21    | 1     | 0                   | 0                   | 6                        | 0                        | 27    | 1     |
| Total carrera | Total carrera | Total carrera | 411   | 22    | 35                  | 2                   | 44                       | 0                        | 490   | 24    |
| (1) Incluye datos de la Copa de Corea del Sur y la Copa de la Liga de Corea del Sur. (2) Incluye datos de la Liga de Campeones de la AFC, la Liga de Campeones 2 de la AFC y la Copa Mundial de Clubes de la FIFA 2020. |               |               |       |       |                     |                     |                          |                          |       |       |

## Palmarés

### Títulos nacionales
| Título                   | Club          | País          | Año  |
| ------------------------ | ------------- | ------------- | ---- |
| K League 1               | FC Seoul      | Corea del Sur | 2010 |
| Copa de la Liga de Corea | FC Seoul      | Corea del Sur | 2010 |
| K League 1               | FC Seoul      | Corea del Sur | 2012 |
| Copa de Corea del Sur    | Seongnam FC   | Corea del Sur | 2014 |
| K League 1               | Ulsan Hyundai | Corea del Sur | 2022 |
| K League 1               | Ulsan Hyundai | Corea del Sur | 2023 |

### Títulos internacionales
| Título                                | Equipo (*)    | Sede          | Año  |
| ------------------------------------- | ------------- | ------------- | ---- |
| Campeonato de Fútbol de Asia Oriental | Corea del Sur | Corea del Sur | 2019 |
| Liga de Campeones de la AFC           | Ulsan Hyundai | Al Wakrah     | 2020 |

(*) Incluyendo la selección

### Distinciones individuales
| Distinción       | Año              |
| ---------------- | ---------------- |
| K League Best XI | 2019, 2020, 2022 |